# Distretto di Jamtara
Il distretto di Jamtara è un distretto del Jharkhand, in India, di 653 081 abitanti. Il suo capoluogo è Jamtara.
Il distretto è stato creato il 26 aprile 2001 separando dal distretto di Dumka i quattro comuni (denominati blocks) di Jamtara, Khundit, Nala e Narayanpur.